# Synergy University
Die Synergy University (russisch: университет «Синергия») bzw. offiziell Moskauer Finanz- und Industrie universität «Synergy» (russisch: Московский финансово-промышленный университет «Синергия») ist eine nichtstaatliche private Hochschule. Sie wurde 1995 gegründet und ist die größte private Hochschule in Russland, gemessen an der Anzahl der Studierenden und den Einnahmen.
Sie wurde 1988 als Synergy Business School gegründet und sollte Unternehmer in den neuen ökonomischen Realitäten ausbilden. Seit 2001 besteht eine strategische Partnerschaft mit der Durham Business School. Seit 2003 publiziert das universitätseigene Synergy Publishing House akademische Veröffentlichungen. Neben Moskau wird ein zweiter Campus in Dubai mit 15 Professoren unterhalten.
Die Business School Synergy ist eine AMBA-akkreditierte.

## Geschichte
Die Geschichte der Universität geht auf das Jahr 1995 zurück, als das korrespondierende Mitglied der Russischen Bildungsakademie Y.B. Rubin die Moskauer Hochschule für Bankwesen gründete, die 1998 in das Moskauer Internationale Institut für Ökonometrie, Informatik, Finanzen und Recht umgewandelt wurde und im Jahr 2000 rund 8.000 Studierende zählte.
Seit 2001 sind die Masterprogramme der Business School der Universität von der AMBA akkreditiert, insgesamt wurde die Universität sechsmal akkreditiert, das aktuelle Zertifikat wurde 2016 verliehen.
Im Jahr 2003 wurde die Hochschule Mitglied der European Foundation for Management Development unter dem Namen „Sinerghia“.
Im Jahr 2005 wurde das Moskauer Internationale Institut für Ökonometrie, Informatik, Finanzen und Recht in die Moskauer Finanz- und Industrieakademie umgewandelt. Seit 2005 studieren jedes Jahr etwa 15 Tausend Personen an der Hochschule. Im Jahr 2009 wurde die Moskauer Finanz- und Industrieakademie als erste russische Universität von der European Foundation for Quality in eLearning akkreditiert. In den Jahren 2010 und 2011 studierten jährlich etwa 20.000 Menschen an der Moskauer Finanz- und Industrieakademie, die 2011 die staatliche Akkreditierung als „Universität“ erhielt und in Moskauer Finanz- und Industrieuniversität «Synergy» umbenannt wurde.
Im Jahr 2017 überstieg die Gesamtzahl der Studenten der MFIU «Synergy» 50 Tausend Personen. Im Jahr 2017 führte die MFIU «Synergy» als eine der ersten Hochschulen in Russland das Programm «Startup as Diploma» ein. Das Programm sieht die Verteidigung einer Diplomarbeit am Beispiel eines Businessprojekts vor, das als funktionierende juristische Person formalisiert wird. Das Projekt kann entweder von einem einzelnen Studenten oder einer Gruppe von Studenten durchgeführt werden. Im Jahr 2017 eröffnete die Universität als erste in Russland die Fakultät für Internetberufe, die eine Ausbildung in den Fachbereichen „Computerspiel-Entwicklung“, „Anwendungs- und Softwareentwickler“, „Programmierer, Game-Designer“, „E-Sport“ und „Targetologe“ anbietet.
Im selben Jahr wurde die Fakultät für Theater, Film und Fernsehen an der Universität gegründet. 2019 nahm die MFIU «Synergy» am nationalen Projekt „Kleine und mittlere Unternehmen und Unterstützung individueller unternehmerischer Initiativen“ teil, in dessen Rahmen die Universität den Wettbewerb des Ministeriums für wirtschaftliche Entwicklung gewann und einen Zuschuss für die Förderung des Unternehmertums und die Entwicklung von Programmen in Höhe von mehr als 1 Milliarde Rubel erhielt.
Im Jahr 2020 eröffnete die Universität die Fakultät für Animation mit den Fachbereichen „Autoren- und Werbeanimation“, „Künstler für Animation und Computergrafik“, „Animation und Grafik“.

## Tätigkeit
Nach Angaben der „Rossijskaja gaseta“ wurden 2021 an 24 Fakultäten 91 Masterprogramme, 198 Bachelorprogramme und mehr als 500 berufliche Umschulungs- und Weiterbildungsprogramme durchgeführt. Die Universität verfügt über ein Kolleg, in dem 2021 35 Programme der sekundärer Berufsausbildung durchgeführt wurden.
Offiziellen Angaben zufolge studierten 76.594 Studenten im akademischen Jahr 2020–2021 an der Universität, darunter 35.594 Studenten in höheren und sekundären Bildungsprogrammen, mehr als 14.000 Studenten in Berufsausbildungsprogrammen, mehr als 18.000 Studenten in Weiterbildungsprogrammen und 9.000 Studenten in beruflichen Umschulungsprogrammen.
Im Jahr 2021 hatte die Universität Studierende aus 89 Ländern, davon 14 aus Ländern der ehemaligen UdSSR. Im Jahr 2021 stand die MFIU «Synergy» an dritter Stelle in Russland, was die Zahl der ausländischen Studierenden betrifft – 7.008 Personen.
Die Universität hat Abkommen über akademische Kooperation, akademischen Austausch und Doppelabschlussprogramme mit 63 ausländischen Universitäten in dem Vereinigten Königreich, den USA, China, Indien, der Türkei, Serbien und Malaysia unterzeichnet. Akademische Kooperationsprogramme beinhalten gemeinsame Forschungsaktivitäten und die Entwicklung von Bildungsprogrammen. Studierende, die an Doppelabschlussprogrammen teilnehmen, studieren in Russland und an einer ausländischen Partneruniversität. Nach Abschluss erhalten die Absolventen zwei Diplome – das russische und das der Partneruniversität.

## Reputation und Bewertungen
Im Jahr 2015 belegten die Absolventen der Universität den 5. Platz in der offiziellen Rangliste der Gehälter von Absolventen russischer Universitäten mit IT-Fachrichtungen.
Im Jahr 2016 belegte Synergy den ersten Platz in der Bewertung von Management-Ausbildungsprogrammen und den fünften Platz in der Bewertung von Weiterbildungsprogrammen vom Analytical Center «Expert».
Im Jahr 2020 wurde die Universität in die QS EECA University Rankings 2020/21 in der Gruppe 351–400 aufgenommen.
Im Jahr 2021 belegte die Universität den 58. Platz im UniRank Top Universities in Russia 2021 (berücksichtigt 375 von 724 russischen Universitäten) und den 2353. Platz in den UniRank World University Rankings 2021 (berücksichtigt 13.600 Universitäten aus 200 Ländern).
Im Jahr 2021 belegte die Synergy Universität den ersten Platz in der Bewertung der unternehmerischen Programme im Interfax National University Rankings mit den Bildungsprogrammen «Entrepreneurship» und «International Entrepreneurship».
Im Jahr 2021 belegte die Universität den dritten Platz in Russland in Bezug auf die Anzahl der internationalen Studenten.

## Internationale Kooperation
Im Jahr 2016 nahm die MFIU «Synergy» die ersten 50 Studenten aus der Republik Sierra Leone auf, woraufhin die Universität eine Abteilung für Visa und Begleitung eröffnete. Nach Angaben des Ministeriums für Wissenschaft und Hochschulbildung der Russischen Föderation lag die Universität im Jahr 2022 bei der Zahl der internationalen Studierenden an dritter Stelle in Russland, wobei die RUDN den ersten Platz und die Kasaner Föderale Universität den zweiten Platz einnimmt.
Im Jahr 2022 waren 1.368 ausländische Studenten an der MFIU «Synergy» immatrikuliert, insgesamt hatte die Universität 2022 etwa 12.000 ausländische Studenten in Langzeitstudienprogrammen und etwa 20.000 Personen in Kurzzeitkursen. Insgesamt studieren Studenten aus 92 Ländern an der Universität, die meisten davon aus Usbekistan, Syrien, Pakistan, Iran, Nigeria, Ägypten, Algerien, der Türkei, Sri Lanka und Afghanistan. Im Jahr 2022 hatte die MFIU «Synergy» 92 Partnerschaftsvereinbarungen mit ausländischen Universitäten unterzeichnet, in deren Rahmen die Ausbildung von Studenten, der Austausch von Lehrkräften, Forschungsarbeiten und thematische Konferenzen stattfinden.

## Verwaltung
Juri Borissowitsch Rubin – Gründer der Universität, Doktor der Wirtschaftswissenschaften, Professor, korrespondierendes Mitglied der Russischen Bildungsakademie, Rektor der Universität von 1995 bis 2019.
Vadim Georgievich Lobow – Gründer der Universität, Kandidat der Wirtschaftswissenschaften, Präsident der Synergy Corporation.
Artyom Igorevich Wassiljew – Rektor der Universität ab 2019, Kandidat der Wirtschaftswissenschaften, bis 2019 – Vizerektor der Universität.

## Struktur
Alle Abschlüsse sind durch die Föderale Aufsichtsstelle im Bereich Bildung und Wissenschaft von Russland akkreditiert. Die Universität hat Zweigstellen in vier Regionen der Russischen Föderation in den Städten Nojabrsk, Omsk, Tscherkessk und Elista sowie eine Zweigstelle im Emirat Dubai, die als einzige russische Bildungseinrichtung Bachelor- und Masterstudiengänge in den Bereichen «Wirtschaft», «Management», «Recht» und «Informationstechnologie» anbietet.
Die Universität entwickelt internetbasierte Lerntechnologien.
- Fakultät für Management
- Fakultät für staatliche und kommunale Verwaltung
- Produktionsfakultät
- Fakultät für öffentliche Verwaltung
- Fakultät für Informationstechnologie
- Fakultät für Blockchain und Kryptowährungen
- Fakultät für Cybersicherheit
- Fakultät für Bankwesen
- Fakultät für Wirtschaftswissenschaften
- Juristische Fakultät
- Fakultät für Design
- Fakultät für Werbung
- Fakultät für Gastgewerbe
- Fakultät für Psychologie
- Fakultät für Bildungswissenschaften
- Fakultät für Sportindustrie
- Fakultät für Fitness und Gesundheitskultur
- Fakultät für Wirtschaftswissenschaften
- Medizinische Fakultät
- Fakultät für Animation
- Neue Theaterschule
- Fakultät für Film und Fernsehen
- Fakultät für Linguistik
- Philosophische Fakultät
- Fakultät für Spieleindustrie und E-Sport
- Fakultät für technologisches Unternehmertum
- Fakultät für Robotik
- Fakultät für unbemannte Technologien
- Fakultät für Internetberufe
- Fakultät für künstliche Intelligenz
- Fakultät für Spieledesign und Spieleentwicklung
- Fakultät für E-Commerce
- Fakultät für Musikindustrie
- Fakultät für Comics
- Fakultät für Smart Cities
- Fakultät für Programmierung
- Fakultät für Medien
- Fakultät für Internationale Wirtschaft

Die Universität verfügt über ein Freiwilligen-Trainingszentrum für Sportveranstaltungen, darunter die Olympischen Spiele 2014 in Sotschi und die Fußball-Weltmeisterschaft 2018.

## Zweigstelle «Synergy» in den Vereinigten Arabischen Emiraten
Im Jahr 2013 eröffnete die Synergy University eine Zweigstelle in Dubai – Synergy University Dubai – und erhielt dort eine staatliche Lizenz zur Durchführung von Bildungstätigkeit, die Akkreditierung der Association of MBAs sowie eine Lizenz der Knowledge and Human Development Authority of Dubai. Damit ist sie die erste russische Universität, die von der Regierung der Vereinigten Arabischen Emirate akkreditiert wurde. Im Jahr 2022 bietet die Synergy University Dubai drei Bachelor-Studiengänge (Weltwirtschaft und nachhaltige Entwicklung, Innovatives Unternehmertum, Hotel- und Gaststättengewerbe) und zwei Master-Studiengänge (Weltwirtschaft, Hotel- und Gaststättengewerbe) sowie die Programme Synergy Executive MBA und MBA Women's Leadership an der Business School an. Die Absolventen der Zweigstelle erhalten ein internationales Diplom, das weltweit gültig ist.

## Auszeichnungen und Preise
Preis der Regierung der Russischen Föderation für die Unterstützung der Bildung im Bereich Wettbewerb und Unternehmertum (2008).
Preis des Ministeriums für Wissenschaft und Bildung der Russischen Föderation „Für den Beitrag zur Entwicklung der unternehmerischen Bildung in der Russischen Föderation“ (2012).